# Mezzana
Mezzana är en ort och kommun i provinsen Trento i regionen Trentino-Sydtyrolen i Italien. Kommunen hade 880 invånare (2018).